# Vĩnh cửu luân hồi
Vĩnh cửu luân hồi, Quy Hồi Vĩnh Cửu (tiếng Đức: Ewige Wiederkunft), Vĩnh Kiếp Hồi Quy hay "Sự lặp lại vĩnh cửu" là một khái niệm cho rằng vũ trụ đã được lặp đi lặp lại và sẽ tiếp tục như vậy ở một dạng tương tự với chính nó trong một số lần vô hạn. Ý tưởng này có nguồn gốc ở Ai Cập cổ đại, và đã được tiếp thu bởi những người theo chủ thuyết của Pythagoras và phái Khắc kỷ. Khái niệm này được khẳng định trong kinh Ecclesiastes. Với sự suy tàn của nền văn minh cổ đại và sự phát triển của Thiên chúa giáo, ý tưởng này trở nên không còn được dùng tới, mặc dù Nietzsche đã khơi ý tưởng này trở lại do nó cung cấp cho ông ta một nguyên nhân để đảm bảo sự sống sau sự suy tàn của hữu thần chủ nghĩa.
Ngoài ra, ý tưởng triết lý Vĩnh cửu luân hồi còn được nói đến bởi Arthur Schopenhauer. Nó không chỉ là một ý tưởng thuần siêu hình học, không có liên quan gì đến đầu thai, nhưng là sự trở về của tồn tại với thể xác của chính chúng. Ở đây, thời gian không được xem là tuyến tính mà là vận hành theo chu kỳ.